# Simonne Backx
Simonne Elisabeth Nathalie Backx is een personage uit de Vlaamse soap Thuis. Simonne wordt sinds het begin van de serie (1995) gespeeld door de actrice Marleen Merckx en is tot heden te zien.

## Biografie
Simonne is de dochter van Yvette en Constant (Stan) De Schrijver, al werd ze door haar moeder opgevoed. Ze heeft ook nog één zus: Angèle. Met Angèle had ze jaren ruzie, die intussen is bijgelegd. Ze was enkele jaren getrouwd met Herman Schepers, wat op een scheiding uitdraaide. 
Samen met Frank, haar tweede echtgenoot, heeft ze één dochter (geboren als een zoon, Franky): Kaat. Met haar jeugdliefde Kristof, die voor de geboorte van hun kind verongelukte, heeft ze ook één dochter: Sam De Witte, waarvan zij het bestaan niet wist en die na de geboorte werd geadopteerd door de familie De Witte. Ze heeft ook één kleindochter, Hannah Cremers, via haar dochter Sam en diens vriend Tim Cremers.

### Intrede, huwelijk en geboorte Franky
Simonne duikt de eerste keer op wanneer blijkt dat Frank al een tijdje met haar samen is, terwijl hij getrouwd is geweest met Jenny Verbeeck. Simonne en Frank gaan samenwonen in het huis van Frank en ook Florke, de moeder van Frank, trekt bij het koppel in. Simonne ging ook met Vercammen, de baas van Frank, naar bed, zodat Frank niet ontslagen zou worden. Frank krijgt het moeilijk hiermee, slaat Vercammen neer en komt uiteindelijk in de gevangenis terecht. Als Frank uit de gevangenis komt duikt Simonnes zus Angèle Backx op, die overal roet in het eten komt gooien.
Simonne wil graag een kind, maar Frank wil dit niet. Wanneer hij zich laat steriliseren, stort de wereld van Simonne in. Later blijkt de operatie echter mislukt te zijn en wordt ze toch zwanger van Frank. In 1998 kregen zij een kindje. Simonne wou dat het kindje Frank jr zou heten, maar Frank wou dat niet. Ze hebben dus besloten om het kindje Franky te noemen. In 1998 trouwen Frank en Simonne, maar lang duurt het huwelijk niet. Ze ontdekt via Luc, de broer van Frank, dat Frank met Leontien naar bed gegaan is en dat Veronique zwanger is van Frank. Angèle begint te stoken en zet Simonne en Frank tegen elkaar op. Simonne vraagt de scheiding aan. Frank besluit samen met Kristof te solliciteren voor een job op een booreiland, maar hij mag op het laatste moment niet mee. Frank zwerft een tijdje in de grootstad rond.
Simonne vindt troost bij Luc, maar kiest later toch weer voor Frank. Luc geeft zich echter niet gewonnen. Hij raakt geobsedeerd door Simonne en verkracht haar. Wanneer Frank dit ontdekt, ontstaat er een gevecht tussen de twee broers. Simonne probeert tussenbeide te komen maar wordt zelf het slachtoffer. Ze raakt in coma.

### Sanitechniek
Later richt ze samen met Leontien en Frank "Sanitechniek" op.
Simonne lijdt sinds haar coma aan geheugenverlies. Ze herkent Frank niet meer en ontdekt dat ze zwanger is van Luc. Frank eist dat ze abortus pleegt omdat het kind van een verkrachting komt. Simonne gelooft hem niet en gaat een tijdje terug bij Luc wonen. Wanneer ze toch de waarheid achterhaalt, dient ze een klacht tegen Luc in. Ze besluit het kind te houden en samen met Frank op te voeden maar door de medicatie die haar werd toegediend tijdens haar coma blijkt de vrucht zwaar misvormd en ook niet meer in leven. Ze verliest haar kind en de zwangerschap loopt  uit op een miskraam. Luc moet voor de rechter verschijnen, maar door een valse verklaring van Leontien Vercammen wint hij het proces.
Door een verkeerde investering gaat "Sanitechniek" failliet. Maar wanneer Frank verdwijnt en wordt opgepakt voor diefstal en moord, slaan de stoppen door. Het duurt een tijdje voor Simonne doorheeft dat het om een dubbelganger gaat. Ondertussen heeft ze een relatie met Mo en wil scheiden van Frank. Later kiest Simonne toch opnieuw voor Frank en kwetst Mo. Het duurt lang voordat Mo het Simonne kan vergeven.
Later kan Simonne samen met Frank en haar moeder Yvette met haar nieuwe vriend Leo aan de slag bij de dispatch van hun nieuwe bedrijf "Taxi Ter Smissen". Zij laat zich weer even gaan bij Jean-Marie Vandam, en het kost Frank weer enige moeite om het haar te vergeven, maar hij laat Simonne niet in de steek. Simonne voelt zich niet goed en gaat samen met Frank naar een relatietherapeut. Ondertussen werkt Simonne halftijds aan de dispatch en halftijds werkt ze samen met haar vriendin Julia in de keuken van het reiscafé van Femke, "De Noorderzon". (Later geleid door Peggy.)

### Herman en Bram
Na de dood van Herman vindt Frank een sleutel onder een van Hermans meubels. Na veel zoeken heeft Frank gevonden waarvoor die sleutel dient. Het is de sleutel van een postbus. Wanneer Frank er in kijkt, vindt hij een brief voor Simonne, met nog 50 000 euro apart voor Bram. Wanneer Bram die brief in de laptop van zijn vader terugvindt, denkt hij dat Simonne zijn geld heeft. Hij stelt haar voor de keuze: ofwel geeft ze hem die 50 000 euro terug (die ze niet heeft, maar Frank wel), of Bram vertelt Frank over het slippertje van Simonne en Herman aan zee. Maar Simonne heeft het geld niet en dus kent Frank nu de waarheid. Hij is razend en is ten einde raad.
Hoewel ze enkel met Bram blijft omgaan omwille van haar belofte aan Herman, ziet ze wel hoe diep de vriendschap tussen haar zoon Franky en Bram gaat. Later treft Simonne haar zoon aan in de zetel en geeft Franky zijn gevoelens voor Bram en zijn homoseksualiteit toe. Simonne steunt haar zoon waar het kan, maar is ervan overtuigd dat Frank een probleem zal maken van de homoseksualiteit van hun zoon. Zoals verwacht kan Frank zijn zoon niet accepteren. Simonne heeft er veel verdriet van als ze vader en zoon steeds verder uit elkaar ziet groeien.
Ondertussen staat Simonne voor een nieuw probleem wanneer blijkt dat Bram Paulien zwanger heeft gemaakt en het vaderschap niet ziet zitten. Ze gaat samen met Bram naar Julia en Paulien om hun te vertellen dat hij nog geen vader wil worden. Paulien is razend en vertelt aan Simonne dat niet Franky maar Bram Frank heeft neergestoken. Ze is razend op zowel Bram als Franky, die voor Bram in een instelling is gaan zitten. Met Bram wil ze geen contact meer, met Franky komt alles weer goed.

### Frank en Franky
Simonne hoopt nog steeds op een verzoening tussen Franky en Frank, maar die verzoening lijkt verder weg dan ooit. Zeker wanneer ze te weten komt dat Franky overweegt om zich te laten adopteren door haar schoonbroer, Luc. Op een avond geeft Frank tegenover haar toe dat hij zijn zoon verschrikkelijk mist. Simonne is dan ook verrast wanneer blijkt dat Frank zijn zoon heeft uitgenodigd voor kerstavond. Haar teleurstelling is echter groot wanneer Franky niet op het afgesproken uur komt opdagen. Wat later ziet Simonne haar wens toch in vervulling gaan: Franky en zijn vriend Tibo zijn toch op Franks uitnodiging ingegaan en komen Kerstmis vieren bij haar, Frank en Yvette. Op het trouwfeest van haar zoon wordt ze omver gereden door Femke en belandt in een coma. Ze heeft een ingewikkelde breuk opgelopen aan haar bekken en dient in langdurige revalidatie te gaan.

### Werkloos
Omdat Peggy De Noorderzon verkoopt, wordt Simonne werkloos. Ze doet verschillende sollicitaties, maar wordt telkens afgewezen. Vervolgens tracht ze te werken in de keuken van café Frens, wat wordt uitgebaat door Franky en Jens. Omwille van de problemen met haar bekken laat ze regelmatig bestellingen vallen en wordt daardoor ontslagen. Ze herstart bij Sanitechniek, maar na een dispuut met Luc neemt ze ontslag. Ook een job in de telemarketing leidt tot niets. Uiteindelijk koopt ze samen met Peggy het taxibedrijf van Leo over.
De gemoederen lopen hoog op nadat blijkt dat Frank, Luc en Eddy bij Sanitechniek een zwendel hebben opgestart in namaakproducten en dat door zulke boiler het ongeboren kind (Jack Schepers) van Jana en Bram is overleden na koolstofmonoxidevergiftiging. Eddy wordt opgepakt door de politie. Een list van Luc zorgt er ook voor dat Frank wordt opgepakt. Uit wraak bezorgt Simonne een brief van de inmiddels overleden Leontien Vercammen aan Julia. In deze brief beschrijft Leontien wat ze allemaal met Luc heeft meegemaakt en waarom ze destijds met Lowie Bomans was vertrokken. Op het lang verwachte proces bekent Luc uiteindelijk toch, tot grote opluchting van iedereen. De 3 heren zullen worden vrijgesproken, Luc krijgt een voorwaardelijke gevangenisstraf, Eddy blijft nog enkele maanden onder elektronisch toezicht, Frank komt er met een boete vanaf. 
Simonne zet Frank onder druk een job te zoeken om zijn leven terug in handen te nemen. Dit loopt vanwege zijn strafblad niet van een leien dakje. Uiteindelijk vindt hij werk in klusbedrijf De Kabouters maar Frank wordt daar ontslagen.

### Seizoen 20-21
Seizoen 20: Op een dag staat Sam De Witte (de bazin van "De Kabouters" die Frank ontsloeg) voor haar deur en ze zegt dat Simonne haar moeder zou zijn. Simonne kan dit niet geloven omdat haar 36 jaar geleden werd verteld dat haar kind dood geboren zou zijn geweest. Sam heeft DNA-bewijs dat zij familie is van Angèle, de zuster van Simonne.
Simonne spreekt af met Angèle en komt te weten dat het "dood geboren verhaal" een list was van haar en hun moeder Yvette. Simonne had toen aan Angèle verteld dat zij zwanger was van Kristoff, die drie maanden voor de bevalling is omgekomen in een motorongeluk. Angèle heeft dit echter aan haar moeder verteld. Yvette vond het een goed plan om Simonne te laten bevallen in het weeshuis Sint Rita, en dan met het verhaal af te komen dat haar kind dood geboren was. Simonne is er kapot van dat haar enige aandenken aan Kristoff er niet meer is. Nu is Simonne zeer boos op Yvette en Angèle, daarom zet ze Yvette aan de deur die net gerevalideerd is van een hartaanval (mede dankzij deze gebeurtenissen). Later vergeeft zij hun en woont Yvette terug bij haar in - ze overlijdt nog geen jaar later. 
Seizoen 21: Franky is nu Kaat. Zij is transgender. Frank kan het niet verwerken dat hij Franky kwijt is. Simonne wil niets liever dan dat Frank en Kaat terug een band opbouwen maar Frank kan het niet aan. Simonne staat tussen twee vuren. Frank heeft beslist om weg te gaan bij Simonne. Hij zei dat hij de keuze maakt voor haar. Uiteindelijk aanvaardt Frank zijn dochter en komen Frank en Simonne terug bij elkaar.
Het huis van Frank en Simonne is in vlammen opgegaan. De brand is ontstaan bij een recent geplaatste nieuwe elektriciteitskast. Later blijkt dat de verzekering niet opdraait voor de kosten en moeten ze alles zelf betalen. Ze proberen de schuld in de schoenen van ACE te schuiven waar hun achterneefje werkt. Maar uiteindelijk laten ze die klacht vallen. Sam en Tim kopen het voormalige herenhuis van Marianne Bastiaens en laten dit opdeling in appartementen waar Frank en Simonne in één van zullen wonen.